# Cirsonella propelaxa
Cirsonella propelaxa là một ốc biển nhỏ, là động vật thân mềm chân bụng sống ở biển trong họ Skeneidae.